# Neuropatia ottica ischemica
La neuropatia ottica ischemica consiste nella perdita funzionale e strutturale di una porzione del nervo ottico dovuta ad un inadeguato afflusso di sangue (ischemia). Le forme ischemiche di neuropatia ottica sono tipicamente suddivise in anteriori e posteriori, in riferimento alla porzione del nervo colpita. Le persone colpite lamentano generalmente una perdita di acuità e del campo visivo, tipicamente della metà inferiore o superiore.
Quando la NOI colpisce pazienti sotto i 50 anni, bisogna considerare anche cause come il diabete mellito, la sindrome da anticorpi antifosfolipidi, vasculopatia collagena cutanea ed emicranie. In rari casi, anche complicazioni legate ad operazioni chirurgiche intraoculari o acute emorragie possono causare eventi ischemici nel nervo ottico.

## Presentazione
La neuropatia ottica ischemica anteriore si presenta con una perdita visiva improvvisa e indolore, che si sviluppa nell’arco di ore o giorni.

## Diagnosi
Gli esami rilevano di solito diminuzione dell’acuità visiva, riduzione del campo visivo, alterazioni della percezione del colore (discromatopsia), difetto pupillare afferente e il rigonfiamento della testa del nervo ottico. La neuropatia ottica ischemica posteriore può essere arteritica o non artertica, ed è caratterizzata da un’acuta perdita visiva senza edema del disco ottico, ma con conseguente atrofia di quest’ultimo.

## Trattamento
Non si conoscono trattamenti in grado di ripristinare la vista dei soggetti colpiti, ma la decompressione del nervo ottico potrebbe essere efficace in pazienti con una perdita visiva graduale dovuta alla NOI.